# A.J.S.

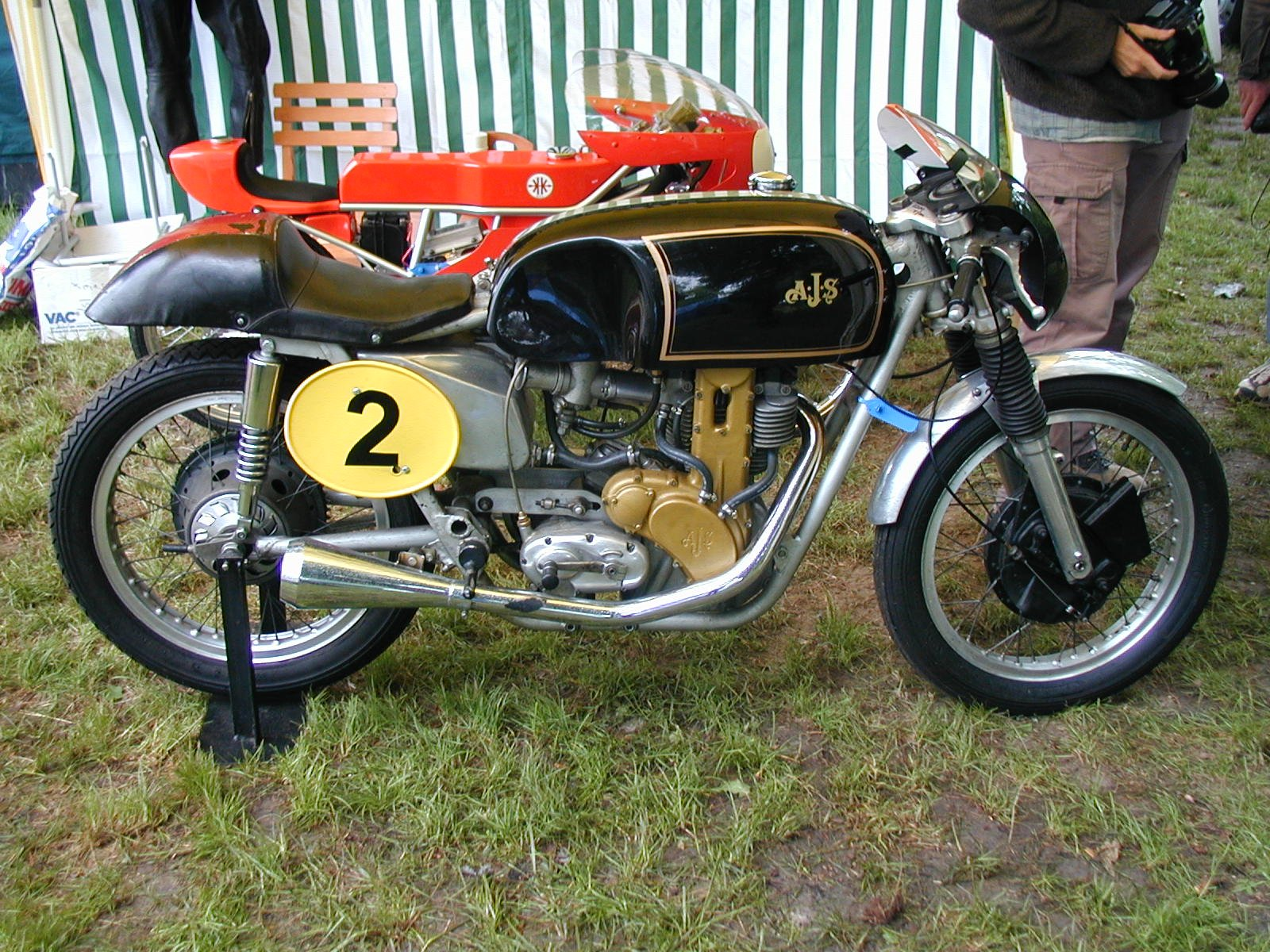
AJS 7R 350 cm³ „Boy Racer“

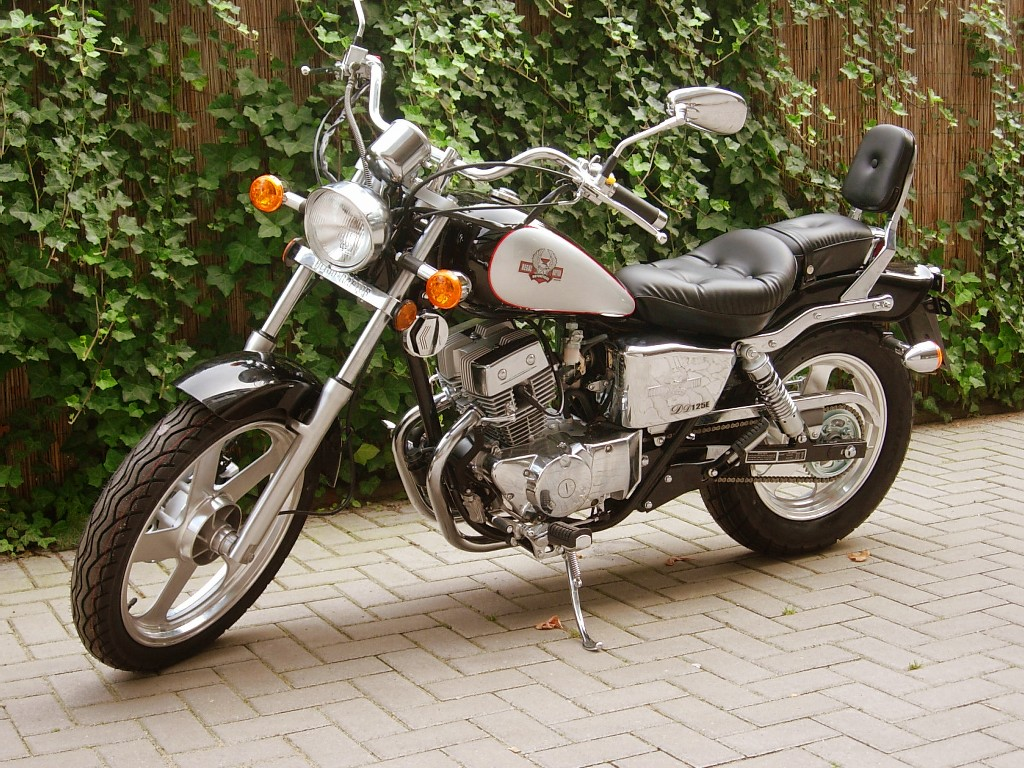
AJS Regal Raptor DD125E

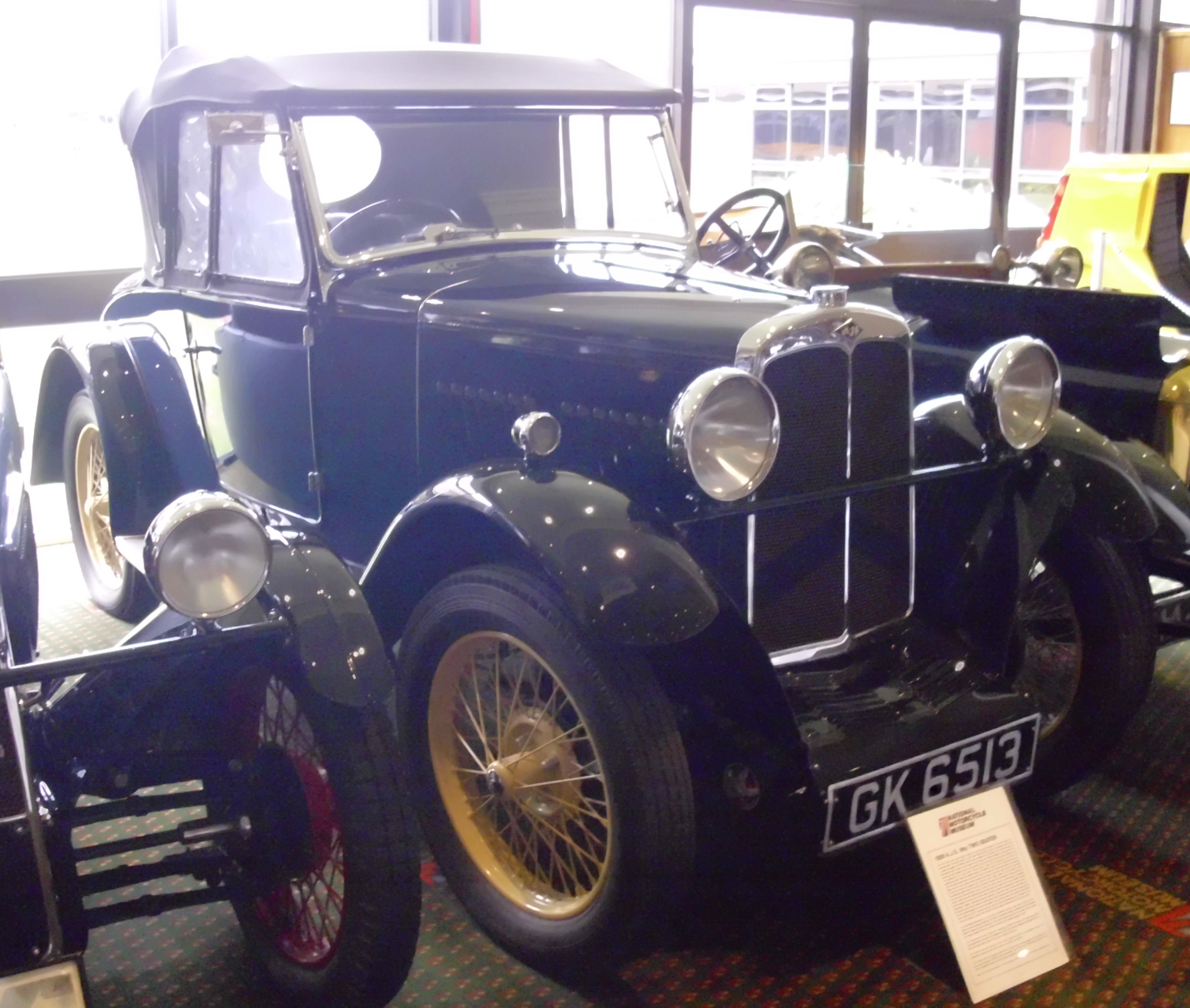
AJS 9 HP von 1929

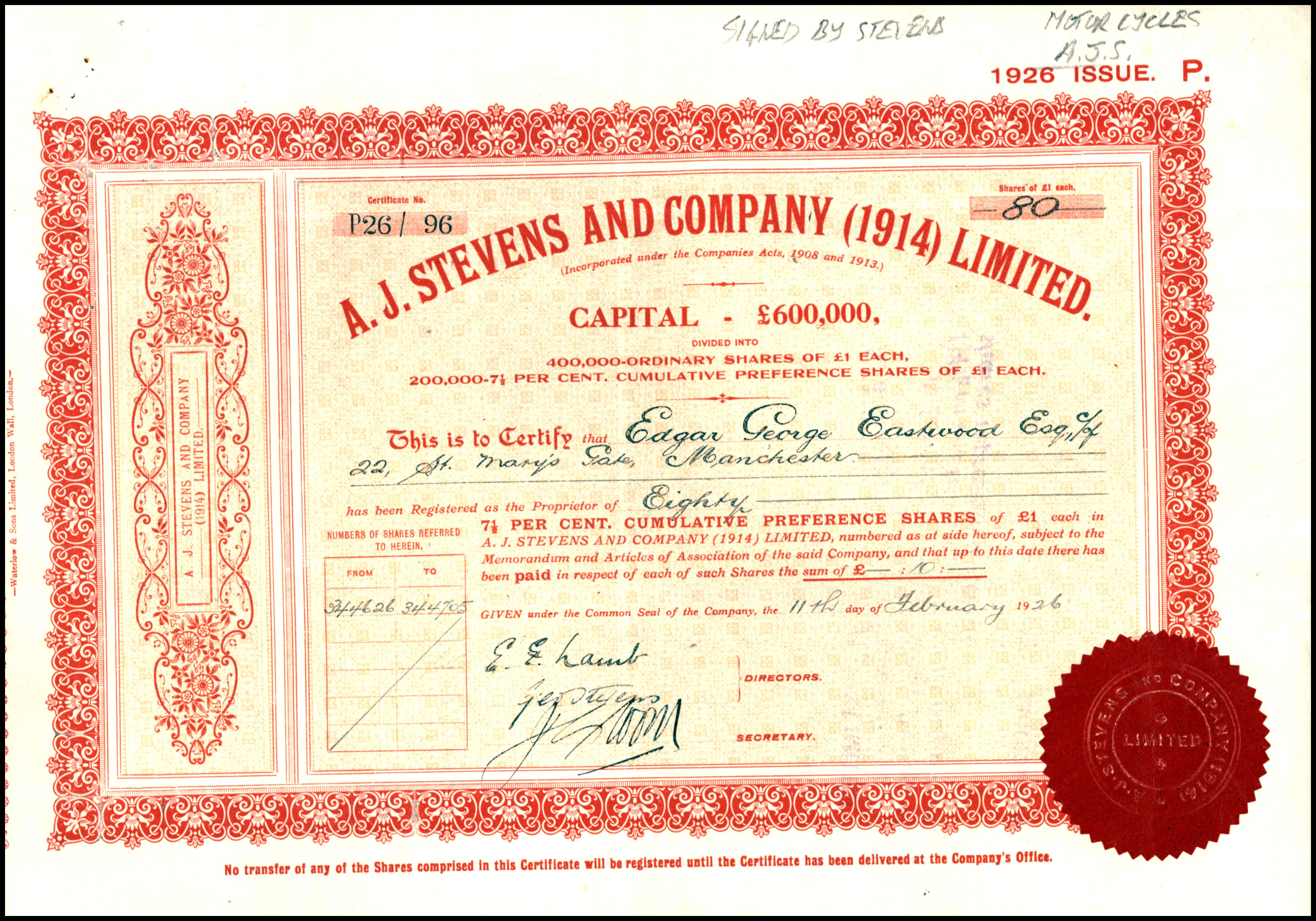
Vorzugsaktie der A. J. Stevens and Company (1914) Ltd. vom 11. Februar 1926

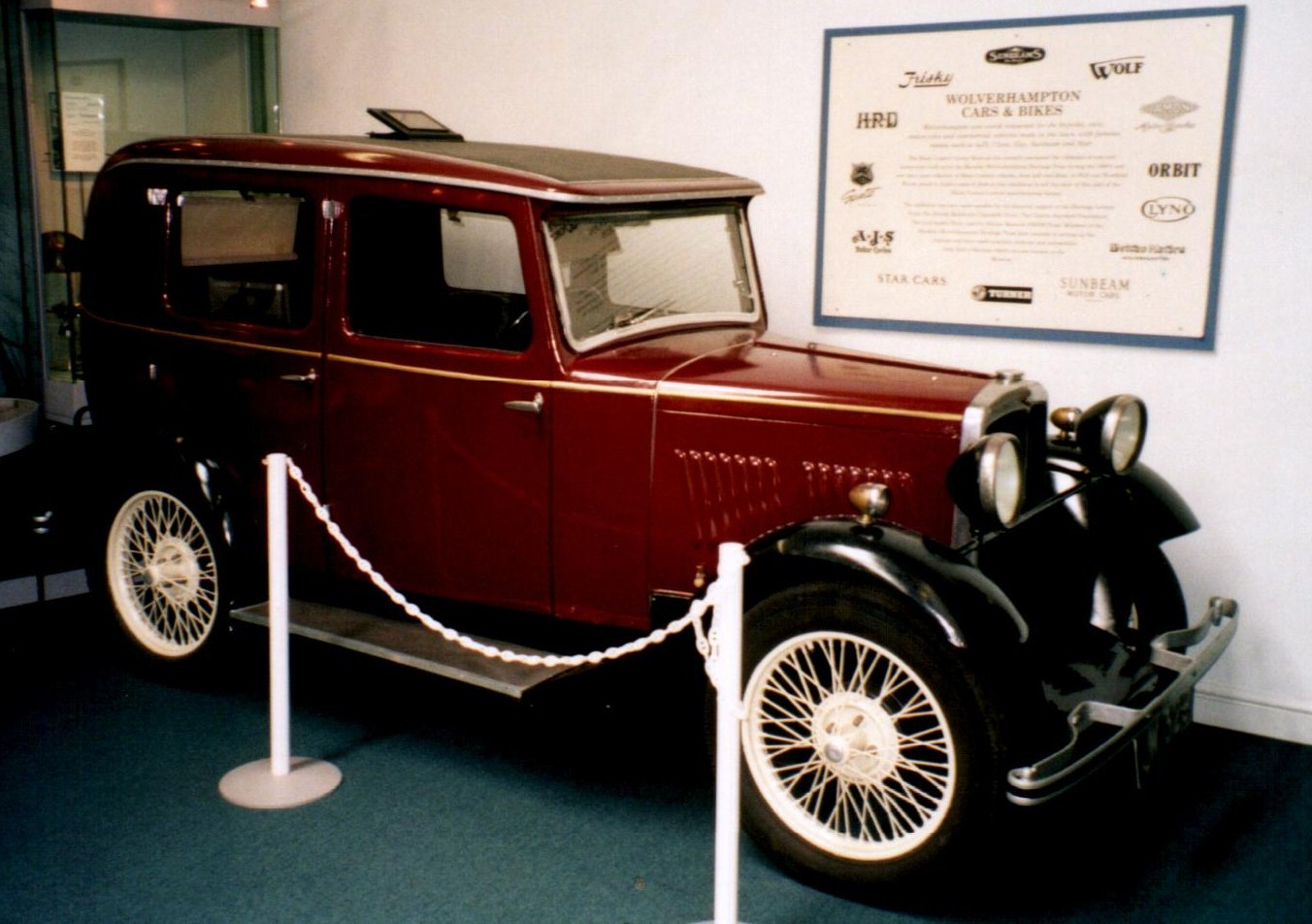
AJS von 1931

A.J.S. (A.J. Stevens & Co Ltd.), benannt nach Albert John Stevens, gehört zu den bekanntesten englischen Herstellern der Motorradgeschichte. Das Unternehmen war von 1909 bis 1931 in Wolverhampton ansässig. Unter verschiedenen Eignern gibt es die Marke mit Unterbrechungen bis heute.

## Geschichte

### Vorgeschichte
Albert John Stevens baute schon 1897 im elterlichen Schmiedebetrieb seinen ersten benzinbetriebenen Motor. Zu seinen wichtigsten Kunden zählte Wearwell Motor Carriage Company Ltd, die ebenfalls in Wolverhampton ansässig war.

### A. J. Stevens & Co. Ltd
Mit den Jahren reifte die Erkenntnis, dass sich mit dem Bau von Motorrädern mehr Geld verdienen ließ. So gründete Albert John Stevens 1909 mit seinen Brüdern Harry, George und Joe die A. J. Stevens & Co. Ltd. Alle vier Brüder waren gute Motorradfahrer und erzielten etliche Erfolge auf Langstreckenfahrten. Man stellte die ersten Leichtmotorräder aus eigener Produktion vor, die mit Einzylindermotoren und Zweiganggetrieben ausgestattet waren. Diese erste A.J.S. hatte einen Motor mit 292 cm³ Hubraum (Bohrung × Hub = 70 mm × 76 mm). Im Folgejahr gab es schon ein Motorrad mit V-2-Motor, 800 cm³ Hubraum und einem Dreiganggetriebe.
1914 wurde aufgrund hoher Nachfrage zur Finanzierung einer Firmenerweiterung die Aktiengesellschaft A. J. Stevens & Company (1914) Limited gegründet. Bei der Tourist Trophy auf der Isle of Man siegte im gleichen Jahr Eric Williams im Junior-Rennen mit einer 350er A.J.S. als erstem Einzylindermotorrad. A.J.S. wurde eine bekannte Marke und eine neue Fabrik in der Penn Road in Wolverhampton wurde bezogen, um die vielen Bestellungen abzuarbeiten.
Nach dem Ersten Weltkrieg, 1921 konnte Williams den Sieg bei der Junior-TT wiederholen und auch die Senior-TT (500-cm³-Klasse) gewinnen. Die stark überarbeitete Maschine erreichte 120 km/h Spitzengeschwindigkeit. Zusätzlich wurden die Plätze zwei, drei, vier, sechs und acht von A.J.S.-Fahrern belegt. 1926 fuhr eine Einzylinder-A.J.S. mit 500 cm³ Hubraum erstmals eine TT-Runde mit einer Durchschnittsgeschwindigkeit von 70 mph (112 km/h).
In den 1920er-Jahren baute A.J.S. Motorräder mit Hubräumen von 250 bis 800 cm³; neben den Einzylindern gab es längs und quer eingebaute V2-Motoren und sogar einen längs eingebauten Vierzylinder-Reihenmotor. 1927 gab es erstmals einen 350-cm³-Einzylindermotor mit obenliegender Nockenwelle. 1929 wurde die gesamte Modellpalette auf OHV-Ventilsteuerung umgestellt und der große V2-Motor bekam einen Hubraum von 996 cm³. In den 1930er-Jahren entwickelte sich A.J.S. zum zweitgrößten britischen Motorradproduzenten.
Seit 1927 stellte A.J.S. Lieferwagen her. Etwa zur gleichen Zeit stieg man in die Produktion von Radiogeräten ein. Zwischen 1930 und 1933 wurden auch Automobile angeboten. Das Modell 9 HP besaß einen Vierzylindermotor mit 1018 cm³ Hubraum, der 24 bhp (17,6 kW) leistete. Es gab die Karosserieformen viertürige Limousine, zweitüriger Torpedo und ebensolcher Roadster. Zwei Fahrzeuge dieser Marke sind im Black Country Living Museum in Dudley zu besichtigen.
Durch diese Verzettelung ihrer Aktivitäten geriet A.J.S. 1931 in finanzielle Schwierigkeiten. Harry und Charlie Collier kauften das Unternehmen auf. Die gesamte Produktionsanlage wurde nach Plumstead gebracht, um fortan die A.J.S.-Motorräder zusammen mit Matchless-Maschinen zu bauen. Der Name A.J.S. blieb als Marke bestehen. Die Stevens-Brüder gründeten eine neue Firma in Wolverhampton unter dem Namen Stevens Brothers (Wolverhampton) Ltd. Die Automobilproduktion wurde von Willys-Overland-Crossley übernommen, aber bereits 1932 eingestellt.

### A.J.S. unter Associated Motor Cycles und Norton-Villiers
1938 fassten die Collier-Brüder ihre beiden Marken Matchless, Sunbeam und A.J.S. unter dem Dach einer neuen Gesellschaft, der Associated Motor Cycles, zusammen.
Im gleichen Jahr wurde die A.J.S. V-four präsentiert. Die Maschine hatte einen quer eingebauten V4-Motor mit 500 cm³ Hubraum und ein gefedertes Hinterrad. Die Rennmaschine hatte laufend Probleme mit der Kühlung der hinteren Zylinder, die auch der Einbau einer Wasserkühlung nicht beheben konnte. Die wassergekühlte Version hatte auch einen Kompressor. Ebenfalls einen Kompressor besaß die A.J.S. „Porcupine“ (dt.: Stachelschwein, so genannt wegen der verrippten, fast liegenden und parallelen Zylinder). Das 500-cm³-Zweizylindermodell entstand im Zweiten Weltkrieg. Nach dem Krieg waren Kompressormotoren im Rennsport verboten worden und so konnte Jock West zwar mit der kompressorlosen 40-bhp-(29-kW)-Maschine noch einige Rennerfolge erzielen, aber wirklich konkurrenzfähig war das Modell nicht.
Ebenfalls 1938 erschien ein neues 350-cm³-Einzylindermodell namens R7 mit stehendem Einzylindermotor, obenliegender Nockenwelle und Haarnadelventilfedern. Nach dem Zweiten Weltkrieg hieß die überarbeitete, 1949 vorgestellte Maschine A.J.S. 7R „Boy-Racer“. Die Maschine beherrschte in den 1950er-Jahren die Junior-TT und erwies sich bis zur Fertigungseinstellung 1961 als eine der erfolgreichsten Rennmaschinen der Welt.
1965 stellte das Werk die letzten Rennsportaktivitäten ein. 1966 gingen Matchless, A.J.S. und die inzwischen dazugekommene Marke Norton in einer neuen Gesellschaft des Manganese-Bronze-Konzerns, Norton-Villiers, auf. 1968 wurde das Werk endgültig stillgelegt.

### A.J.S. wieder selbständig
1974 erwarb der ehemalige NVT-Ingenieur Fluff Brown die Namensrechte an A.J.S. und produzierte weiterhin die A.J.S.-Motocross-Motorräder „Stormer“ mit 250-cm³- und 350-cm³-Zweitaktmotoren in Andover.
Seit Eröffnung eines Werks in der Volksrepublik China produziert er dort die A.J.S. CR3, ein 125-cm³-Straßenmotorrad, sowie die Softchopper der Regal-Raptor-Serie.

## Einige Modelle
- A.J.S. 7R „Boy Racer“: 348-cm³-Einzylinder mit ca. 45 PS
- A.J.S. E95 „Porcupine“: 498-cm³-DOHC-Parallel-Twin mit 55 PS bei 7600/min
- A.J.S. 31
- A.J.S. 35/2 1000 cm³
- A.J.S. Double-T Racer: 247-cm³-Einzylinder-Zweitaktmotor mit ca. 32 PS

## Motorradrennsport

### Motorrad-Weltmeisterschaft
Insgesamt fuhr A.J.S. einen Fahrer- und einen Konstrukteursweltmeistertitel in der Motorrad-Weltmeisterschaft ein.
 Leslie Graham (1)
- Weltmeister in der 500-cm³-Klasse: 1949

### Motorrad-Europameisterschaft
In der Motorrad-Europameisterschaft gelangen dem Hersteller fünf Fahrertitel.
 Jimmie Simpson (3)
- Europameister in der 350-cm³-Klasse: 1924, 1927
- Europameister in der 500-cm³-Klasse: 1926

 Frank Longman (1)
- Europameister in der 350-cm³-Klasse: 1926

 Leo Davenport (1)
- Europameister in der 350-cm³-Klasse: 1929

### Isle-of-Man-TT-Siege
Zwischen 1914 und 1954 gewannen zehn Fahrer das Isle of Man TT.
| Jahr | Klasse               | Fahrer         |
| ---- | -------------------- | -------------- |
| 1914 | Junior               | Eric Williams  |
| 1920 | Junior               | Cyril Williams |
| 1921 | Junior               | Eric Williams  |
| 1921 | Senior               | Howard Davies  |
| 1922 | Junior               | Tom Sheard     |
| 1930 | Lightweight          | Jimmie Guthrie |
| 1931 | Lightweight          | Graham Walker  |
| 1947 | Clubmans Lightweight | Basil Keys     |
| 1954 | Junior               | Rod Coleman    |
| 1959 | 350-cm³-Formel 1     | Alistair King  |